# Круглов, Владимир Игнатьевич
Владимир Игнатьевич Круглов (4 ноября 1934, Кемеровская область — 25 августа 2005, Краснодар) — советский и российский артист оперетты, режиссёр, народный артист РСФСР (1983).

## Биография
Владимир Игнатьевич Круглов родился 4 ноября 1934 года в Кемеровской области[уточнить] в рабочей семьей, где был четвёртым ребёнком. 
Окончил техникум металлургической промышленности, затем служил в Советской армии в Белорусском военном округе.
После демобилизации переехал в Новосибирск и поступил в Сибирский народный хор, с которым много гастролировал. Несколько лет работал в Кузбасском театре оперетты.
В 1963 году его пригласил директор Краснодарского театра оперетты Андроник Исагулян. 
В 1964—2000 годах выступал в Краснодарском театре, в котором сыграл более 200 ролей. Исполнял партии на музыку Верди, Пуччини, Леонкавалло, Чайковского, Римского-Корсакова.
В 1990-х годах активно участвовал в концертной деятельности. Как режиссёр ставил музыкально-поэтические композиции для театра ветеранов сцены творческого объединения «Премьера». Писал стихи, увлекался живописью.
Умер 25 августа 2005 года.

## Награды и премии
- Заслуженный артист РСФСР (21.01.1972).
- Народный артист РСФСР (23.08.1983).

## Партии в опереттах
- «Марица» Имре Кальмана — Зупан
- «Перикола» Жака Оффенбаха — Король
- «Летучая мышь» Иоганна Штрауса (сына) — директор тюрьмы
- «Севастопольский вальс» К. Листова — Генка Бессмертный
- «Принцесса цирка» Имре Кальмана — Пеликан
- «Ах, высший свет» мюзикл Г. Гладкова — Журден
- «Чёрный дракон» Д. Модуньо — Трепло
- «Девичий переполох» Ю. Милютина — Сапун Тюфякин
- «Цыганский барон» Иоганна Штрауса (сына) — Стефан
- «Сильва» Имре Кальмана — Бони
- «Холопка» Н. Стрельникова — граф Кутайсов
- «Свадьба в Малиновке» Б. А. Александрова — Андрейка/Яшка-артиллерист

## Фильмография
- 1971 — Весёлые Жабокричи — Финтик
- 1977 — Злой дух Ямбуя — геодезист Цыбин
- 1991 — Фирма приключений — эпизод
- 1992 — Ариэль — эпизод